# أربرفيلد كراس (باركشير)
اربرفيلد كراس (باركشير) (بالإنجليزية: Arborfield Cross) هي قرية تقع في المملكة المتحدة في جنوب شرق إنجلترا.